# Председник Републике Албаније
Председник Републике Албаније је шеф државе Републике Албаније и главнокомандујући албанске војске. Бира га Парламент Албаније.
Председник има овлашћење да одреди датум избора за Парламент, као и референдум, додељује помиловања и награде. У случају неспособности за обављање дужности, председавајући Парламента преузима овлашћења и дужности вршиоца дужности председника, док председник не преузме своја овлашћења и дужности, или до избора новог председника.
Појединац може обављати дужног председника максимално у два одвојена термина.

## Списак председника Албаније
- Ахмет Зогу (1925—1928, када је проглашена монархија)
- Омер Нишани (1946—1953), шеф државе
- Хаџи Љеши (1953—1982), шеф државе
- Рамиз Алија (1982—1991), шеф државе
- Рамиз Алија (1991—1992)
- Сали Бериша (1992—1997)
- Реџеп Мејдани (1997—2002)
- Алфред Мојсију (2002—2007)
- Бамир Топи (2007—2012)
- Бујар Нишани (2012—2017)
- Илир Мета (2017—2022)
- Бајрам Бегај (од 2022—тренутно)

Енвер Хоџа је био вођа Албаније од 20. новембра 1944, до смрти, 11. априла 1985, иако никад није био шеф државе.